# Copa Popular 2014
El Torneo de Copa Popular 2014, llamado Copa Popular por motivos de patrocinio del Banco Popular y Desarrollo Comunal, fue la edición 43 de dicha competición costarricense. 
Contó con la participación de los doce equipos de Primera División (incluye a AS Puma Generaleña que ganó el ascenso a Primera al finalizar la temporada 2013-2014), y cuatro de la Segunda División de la temporada 2013-2014, escogidos por un tema regional que incluye la zona norte, Pacífico central, Guanacaste y Caribe.
El Torneo de Copa se inauguró el 12 de julio de 2014 y finalizó el 10 de agosto, con cuatro semanas de competición.

## Equipos clasificados
Estos fueron los clubes que disputaron la Copa Popular 2014 a partir del 12 de julio de 2014.

### Primera División
Los doce equipos de la Primera División:
| Provincia | Club                 | Entrenador               | Ciudad              | Estadio                | Capacidad |
| --------- | -------------------- | ------------------------ | ------------------- | ---------------------- | --------- |
| San José  | Pérez Zeledón        | Marvin Solano            | Pérez Zeledón       | Estadio Municipal      | 2.100     |
| San José  | AS Puma Generaleña   | Edgar Carvajal           | Pérez Zeledón       | Estadio Municipal      | 2.100     |
| San José  | Deportivo Saprissa   | Ronald González          | Tibás               | Ricardo Saprissa       | 23.000    |
| San José  | Uruguay de Coronado  | Carlos Watson            | Vázquez de Coronado | El Labrador            | 2.500     |
| San José  | UCR                  | José Giacone             | Sabanilla           | Estadio Ecológico      | 1.800     |
| Alajuela  | Alajuelense          | Óscar Ramírez            | Alajuela            | Alejandro Morera Soto  | 17.895    |
| Alajuela  | Carmelita            | Guilherme Farinha        | Alajuela            | Alejandro Morera Soto  | 17.895    |
| Limón     | Limón FC             | Rónald Gómez             | Limón               | Juan Gobán             | 3.000     |
| Limón     | Santos de Guápiles   | Enrique Maximiliano Meza | Guapíles            | Ebal Rodríguez         | 4.000     |
| Heredia   | Herediano            | César Eduardo Méndez     | Heredia             | Rosabal Cordero        | 8.700     |
| Heredia   | Bélen Bridgestone FC | Breansse Camacho         | Belén               | Polideportivo de Belén | 4.400     |
| Cartago   | Cartaginés           | Mauricio Wright          | Cartago             | Rafael "Fello" Meza    | 13.000    |

### Segunda División
Cuatro equipos de Segunda División:
| Provincia  | Club         | Entrenador       | Ciudad         | Estadio                       | Capacidad |
| ---------- | ------------ | ---------------- | -------------- | ----------------------------- | --------- |
| Alajuela   | San Carlos   | Leonardo Moreira | Ciudad Quesada | Estadio Carlos Ugalde         | 3.000     |
| Puntarenas | Jacó Rays FC | Kenneth Paniagua | Jacó           | Estadio Municipal de Garabito | 3.000     |
| Guanacaste | Guanacasteca | Pablo Rodríguez  | Nicoya         | Estadio Chorotega             | 4.000     |
| Limón      | Cariari      | Bernardo Veach   | Pococí         | Comunal de Cariari            | 2.500     |

## Estadios utilizados
| Foto de Estadio | Nombre de Estadio                             | Capacidad | Ubicación                     | Club                              |
| --------------- | --------------------------------------------- | --------- | ----------------------------- | --------------------------------- |
|                 | Estadio Nacional de Costa Rica                | 36.000    | San José                      | Varios                            |
|                 | Estadio Ricardo Saprissa Aymá                 | 23.000    | Tibás, San José               | Deportivo Saprissa                |
|                 | Estadio Alejandro Morera Soto                 | 17.865    | Alajuela, Alajuela            | L.D. Alajuelense A.D. Carmelita   |
|                 | Estadio Eladio Rosabal Cordero                | 8.700     | Heredia, Ciudad de Heredia    | C.S. Herediano                    |
|                 | Estadio José Rafael "Fello" Meza Ivancovich   | 13.000    | Cartago, Cartago              | C.S. Cartaginés                   |
|                 | Estadio Municipal Keylor Navas Gamboa         | 2.100     | Pérez Zeledón, San José       | Peréz Zeledón As Puma Generaleña  |
|                 | Estadio El Labrador                           | 2.500     | Vázquez de Coronado, San José | C.S. Uruguay de Coronado          |
|                 | Estadio Juan Gobán                            | 3.000     | Limón                         | Limón F.C.                        |
|                 | Estadio Ebal Rodríguez Aguilar                | 4.000     | Pococí, Limón                 | Santos de Guápiles Cariari Pococí |
|                 | Polideportivo de Belén                        | 4.400     | Belén, Heredia                | Belén FC                          |
|                 | Estadio Ecológico                             | 1.800     | Montes de Oca, San José       | Universidad de Costa Rica         |
|                 | Estadio Municipal de Garabito                 | 3.000     | Jacó, Puntarenas              | Jacó Rays                         |
|                 | Estadio Chorotega y Estadio Edgardo Baltodano | 4.000     | Guanacaste, Guanacaste        | Guanacasteca                      |
|                 | Estadio Carlos Ugalde                         | 3.000     | Ciudad Quesada, Alajuela      | San Carlos                        |
|                 | Estadio Comunal de Cariari                    | 2.500     | Pococí, Limón                 | Cariari Pococí                    |

## Patrocinadores
La Copa de Costa Rica 2014 fue patrocinada por el Banco Popular de Costa Rica. El Torneo fue presentado el viernes 27 de junio en el Hotel Crowne Plaza Corobicí, donde contó con la presencia de los presidentes y representantes de los clubes de Liga de Ascenso y de Primera División, patrocinadores, invitados especiales, prensa deportiva nacional, personeros del Comité Director de LIASCE, Consejo Director de la Unafut y los organizadores del evento.

## Goleadores
Goles Anotados.

| Jugador             | Club               | Anotado |
| ------------------- | ------------------ | ------- |
| Ariel Rodríguez     | Deportivo Saprissa | 5       |
| Víctor Núñez        | Herediano          | 3       |
| David Ramírez       | Deportivo Saprissa | 3       |
| Pablo Herrera       | Cartaginés         | 3       |
| Diego Estrada       | Deportivo Saprissa | 2       |
| Deyver Vega         | Deportivo Saprissa | 2       |
| Johan Venegas       | Alajuelense        | 2       |
| Brunet Hay          | Herediano          | 2       |
| David Solano        | AS Puma            | 2       |
| Jeffrey Montoya     | AS Puma            | 2       |
| Brayan Solórzano    | Carmelita          | 2       |
| Johan Condega       | Cartaginés         | 2       |
| Andrés Lezcano      | Cartaginés         | 2       |
| Jameson Scott       | Cartaginés         | 2       |
| Armando Alonso      | Alajuelense        | 1       |
| Jerry Palacios      | Alajuelense        | 1       |
| David Guzmán        | Deportivo Saprissa | 1       |
| Randall Alvarado    | Cartaginés         | 1       |
| Carlos Saucedo      | Deportivo Saprissa | 1       |
| Juan Gabriel Guzmán | Alajuelense        | 1       |
| Allen Guevara       | Alajuelense        | 1       |
| Carlos Hernández    | Cartaginés         | 1       |
| Dave Myrie          | Herediano          | 1       |
| Rafael Morales      | Deportivo Saprissa | 1       |
| Jonathan McDonald   | Alajuelense        | 1       |
| Kevin Vega          | Cartaginés         | 1       |
| Randall Brenes      | Cartaginés         | 1       |

## Formato de juego
Fase de Clasificación: La fase I se jugó con 12 equipos de Primera División y 4 de la Liga de Ascenso, distribuidos en cuatro grupos de cuatro equipos cada uno. Se jugaron tres partidos por grupo en las sedes previamente indicadas por el Consejo Director, el clasificado a la serie de Semifinales fue el equipo que se clasifique de primero en su respectivo grupo.
Fase de Semifinales: El primero del grupo A se enfrentó al primero del grupo D y el primero del grupo B al primero del C. En la fase II los equipos jugaron en la modalidad de campeonato a visita recíproca, si al finalizar, el mismo se encuentra empatado en puntos y goles se daría un descanso de 5 minutos al final de tiempo reglamentario y se procedería a una prórroga de dos tiempos de 15 minutos sin descansos entre ellos. Si la prórroga continua empatada se procedería a los lanzamientos desde el punto de penal.
Fase Final: Los ganadores fueron los clasificados a la final de la Copa Popular 2014, en esta fase se jugó un único juego en la sede que el Consejo Director definió el Estadio Nacional, si al finalizar, el mismo se encuentra empatado en puntos y goles se daría un descanso de 5 minutos al final de tiempo reglamentario y se procedería a una prórroga de dos tiempos de 15 minutos sin descansos entre ellos. Si la prórroga continua empatada se procedería a los lanzamientos desde el punto de penal. El ganador de la fase II fue proclamado "Campeón de la Copa Popular" y su contricante "Subcampeón de la Copa Popular.

## Fase de Clasificación

### Grupo A
| Equipo             | Pts | PJ | PG | PE | PP | GF | GC | Dif |
| ------------------ | --- | -- | -- | -- | -- | -- | -- | --- |
| Deportivo Saprissa | 9   | 3  | 3  | 0  | 0  | 15 | 4  | +11 |
| Limón FC           | 3   | 3  | 1  | 0  | 2  | 4  | 6  | -2  |
| Santos de Guápiles | 3   | 3  | 1  | 0  | 2  | 4  | 6  | -2  |
| Cariari            | 3   | 3  | 1  | 0  | 2  | 3  | 10 | -7  |

| 12 de julio de 2014, 20:00 | Cariari | 0:7 (0:5) | Deportivo Saprissa                                                 | Ebal Rodríguez, Guápiles  |                           |
|                            |         |           | Rodríguez 10', 42' · Estrada 12', 48' · Guzmán 37' · Vega 45', 60' | Árbitro(s): Geiner Zúñiga | Árbitro(s): Geiner Zúñiga |

| 13 de julio de 2014, 19:00 | Santos            | 1:0 (1:0) | Limón FC | Ebal Rodríguez, Guápiles  |                           |
|                            | Chévez 22' (pen.) |           |          | Árbitro(s): Isaac Mendoza | Árbitro(s): Isaac Mendoza |

| 19 de julio de 2014 | Limón FC                   | 2:1 (1:1) | Cariari   | Juan Gobán, Limón               |                                 |
|                     | Bennett 32' · Espinoza 90' |           | 35' Acuña | Árbitro(s): Christian Hernández | Árbitro(s): Christian Hernández |

| 23 de julio de 2014 | Deportivo Saprissa                                   | 4:2 (1:0) | Santos                | Coyella Fonseca - 20:00, Guadalupe                               |                                                                  |
|                     | Rodríguez 9', 74' · Colindres 46' · Smith 79' (pen.) |           | 51' Pérez · 58' Dixon | Asistencia: 1.000 espectadores Árbitro(s): Juan Gabriel Calderón | Asistencia: 1.000 espectadores Árbitro(s): Juan Gabriel Calderón |

| 26 de julio de 2014 - 19:00 | Santos de Guápiles | 1:2 (1:0) | Cariari                   | Ebal Rodríguez, Guápiles   |                            |
|                             | Pérez 17'          |           | 65' Jiménez · 90+3' Masís | Árbitro(s): Carlos Salazar | Árbitro(s): Carlos Salazar |

| 27 de julio de 2014 | Limón FC               | 2:4 (0:0) | Deportivo Saprissa                          | Juan Gobán - 16:00, Limón |                         |
|                     | Cooper 84' · Parks 88' |           | 46' Golobio · 53' 69' Ramírez · 78' Saucedo | Árbitro(s): Andrey Vega   | Árbitro(s): Andrey Vega |

### Grupo B
| Equipo       | Pts | PJ | PG | PE | PP | GF | GC | Dif |
| ------------ | --- | -- | -- | -- | -- | -- | -- | --- |
| Alajuelense  | 6   | 3  | 2  | 0  | 1  | 5  | 2  | +3  |
| Carmelita    | 6   | 3  | 2  | 0  | 1  | 4  | 2  | +2  |
| UCR          | 3   | 3  | 1  | 0  | 2  | 5  | 3  | +2  |
| Guanacasteca | 3   | 3  | 1  | 0  | 2  | 1  | 8  | -7  |

| 12 de julio de 2014, 11:00 | Universidad | 0:2 (0:0) | Carmelita                        | Estadio Ecológico, Sabanilla |                       |
|                            |             |           | Solórzano 66' (pen.), 73' (pen.) | Árbitro(s): Hugo Cruz        | Árbitro(s): Hugo Cruz |

| 16 de julio de 2014, 20:00 | Guanacasteca | 0:3 (0:0) | Alajuelense                                   | Estadio Edgardo Baltodano, Liberia |                            |
|                            |              |           | 67' Guzmán · 69' (pen.) Venegas · 79' Guevara | Árbitro(s): Keylor Herrera         | Árbitro(s): Keylor Herrera |

| 20 de julio de 2014, 15:00 | Guanacasteca | 1:0 (0:0) | Carmelita | Estadio Chorotega, Nicoya                                 |                                                           |
|                            | Angulo 73'   |           |           | Asistencia: 200 espectadores Árbitro(s): Gerardo González | Asistencia: 200 espectadores Árbitro(s): Gerardo González |

| 23 de julio de 2014, 20:00 | Alajuelense | 1:0 (0:0) | Universidad | Morera Soto, Alajuela     |                           |
|                            | Venegas 82' |           |             | Árbitro(s): Johnny Quirós | Árbitro(s): Johnny Quirós |

| 27 de julio de 2014, 20:00 | Universidad                                                                 | 5:0 (4:0) | Guanacasteca | Estadio Coyella Fonseca, Guadalupe |             |
|                            | Rodríguez 17' · Sandoval 34' (a.g.) · Martínez 38' · Ramírez 45' · Díaz 68' |           |              | Árbitro(s):                        | Árbitro(s): |

| 27 de julio de 2014, 18:00 | Carmelita              | 2:1 (2:0) | Alajuelense  | Morera Soto, Alajuela                                            |                                                                  |
|                            | Marrero 17' · Mora 41' |           | 87' Palacios | Asistencia: 2.000 espectadores Árbitro(s): Juan Gabriel Calderón | Asistencia: 2.000 espectadores Árbitro(s): Juan Gabriel Calderón |

### Grupo C
| Equipo             | Pts | PJ | PG | PE | PP | GF | GC | Dif |
| ------------------ | --- | -- | -- | -- | -- | -- | -- | --- |
| Cartaginés         | 7   | 3  | 2  | 1  | 0  | 7  | 4  | +3  |
| Pérez Zeledón      | 4   | 3  | 1  | 1  | 1  | 4  | 4  | 0   |
| AS Puma Generaleña | 3   | 3  | 0  | 3  | 0  | 4  | 4  | 0   |
| Jacó Rays FC       | 1   | 3  | 0  | 1  | 2  | 2  | 5  | -2  |

| 12 de julio de 2014, 19:00 | Cartaginés                            | 3:1 (3:0) | Perez Zeledon | Estadio "Fello" Meza, Cartago |                             |
|                            | Alvarado 5' · Condega 18' · Scott 45' |           | 46' García    | Árbitro(s): Adrián Elizondo   | Árbitro(s): Adrián Elizondo |

| 12 de julio de 2014, 19:00 | Jacó Rays Fútbol Club | 1:1 (0:1) | AS Puma    | Estadio Municipal de Garabito, Garabito |                            |
|                            | Garita 89'            |           | 29' Solano | Árbitro(s): Andrés Alpízar              | Árbitro(s): Andrés Alpízar |

| 19 de julio de 2014, 19:00 | Jacó Rays Fútbol Club | 1:2 (0:0) | Cartaginés                | Estadio Municipal de Garabito, Garabito |                             |
|                            | Peña 90'              |           | 48' Condega · 56' Lezcano | Árbitro(s): Benjamín Pineda             | Árbitro(s): Benjamín Pineda |

| 20 de julio de 2014, 11:00 | Pérez Zeledón | 1:1 (1:1) | AS Puma   | Estadio Municipal Keylor Navas, Pérez Zeledón |                         |
|                            | Davis 20'     |           | 6' Solano | Árbitro(s): Andrey Vega                       | Árbitro(s): Andrey Vega |

| 27 de julio de 2014, 11:00 | Cartaginés        | 2:2 (1:1) | AS Puma Generaleña | Estadio "Fello" Meza, Cartago |             |
|                            | Herrera 38' 90+2' |           | 31' 66' Montoya    | Árbitro(s):                   | Árbitro(s): |

| 12 de julio de 2014, 19:00 | Perez Zeledon               | 2:0 (2:0) | Jacó Rays | Estadio Municipal Keylor Navas, San Isidro de El General |             |
|                            | Gatgens 37' · Ronchetti 44' |           |           | Árbitro(s):                                              | Árbitro(s): |

### Grupo D
| Equipo              | Pts | PJ | PG | PE | PP | GF | GC | Dif |
| ------------------- | --- | -- | -- | -- | -- | -- | -- | --- |
| Herediano           | 9   | 3  | 3  | 0  | 0  | 6  | 1  | +5  |
| San Carlos          | 4   | 3  | 1  | 1  | 1  | 3  | 3  | 0   |
| Bélen FC            | 3   | 3  | 1  | 0  | 2  | 2  | 4  | -2  |
| Uruguay de Coronado | 1   | 3  | 0  | 1  | 2  | 2  | 5  | -3  |

| 12 de julio de 2014, 18:00 | Bélen FC           | 1:0 (1:0) | Uruguay de Coronado | Estadio Rosabal Cordero, Heredia, Costa Rica |                            |
|                            | Cancela 10' (pen.) |           |                     | Árbitro(s): Henry Bejarano                   | Árbitro(s): Henry Bejarano |

| 16 de julio de 2014 | San Carlos | 0:1 (0:0) | Herediano | Estadio Carlos Ugalde, Ciudad Quesada |             |
|                     |            |           | 74' Núñez | Árbitro(s):                           | Árbitro(s): |

| 19 de julio de 2014 | Belén FC | 1:2 (0:0) | San Carlos         | Estadio Eladio Rosabal Cordero, Heredia |                        |
|                     | Adams    |           | González · Pacheco | Árbitro(s): Danny Lobo                  | Árbitro(s): Danny Lobo |

| 20 de julio de 2014 | Uruguay de Coronado | 1:3 (1:1) | Herediano                           | Estadio Labrador, Vázquez de Coronado |                            |
|                     | Moya 21'            |           | 31' Francis · 54' Aguilar · 90' Hay | Árbitro(s): Carlos Salazar            | Árbitro(s): Carlos Salazar |

| 20 de julio de 2014 | Herediano           | 2:0 (1:0) | Belén FC | Estadio Eladio Rosabal Cordero, Heredia |             |
|                     | Hay 14' · Núñez 50' |           |          | Árbitro(s):                             | Árbitro(s): |

| 27 de julio de 2014 | Uruguay de Coronado | 0:1 (0:1) | San Carlos | Estadio Labrador, Vázquez de Coronado |             |
|                     | Leitón 54'          |           | 40' Zárate | Árbitro(s):                           | Árbitro(s): |

### Semifinales
Las semifinales se disputaron a doble partido los días miércoles 30 y jueves 31 de julio de 2014 la ida, y el domingo 3 de agosto del 2014 la vuelta.
| Local ida   | Resultado global | Local vuelta       | Ida   | Vuelta |
| ----------- | ---------------- | ------------------ | ----- | ------ |
| Herediano   | (5) 2 : 2 (6)    | Deportivo Saprissa | 1 : 1 | 1 : 1  |
| Alajuelense | 2 : 4            | Cartaginés         | 1 : 2 | 1 : 2  |

Semifinales ida
| 30 de julio de 2014- 20:00 | Alajuelense | 1:2 (1:1) | Cartaginés                  | Estadio Alejandro Morera Soto, Alajuela |                           |
|                            | Alonso 11'  |           | 33' Lezcano · 53' Hernández | Árbitro(s): Johnny Quirós               | Árbitro(s): Johnny Quirós |

| 31 de julio de 2014 - 20:00 | Herediano        | 1:1 (0:1) | Deportivo Saprissa | Estadio Eladio Rosabal Cordero, Heredia |                             |
|                             | Nuñez 55' (pen.) |           | 35' Arauz          | Árbitro(s): Ricardo Montero             | Árbitro(s): Ricardo Montero |

Semifinales vuelta
| 3 de agosto de 2014 - 11:00 | Deportivo Saprissa | 1:1 (1:1, 1:1) (t. s.)(6:5 p.) | Herediano | Estadio Nacional, San José |                           |
|                             | Morales 33' |                                | 13' Myrie | Árbitro(s): Pedro Navarro  | Árbitro(s): Pedro Navarro |
|                             | | Tiros desde el punto penal     | |                            |                           |
|                             | Jordan Smith · Hanzell Arauz · Keylor Soto · David Ramírez · Deyver Vega · Juan Bustos Golobio · Daniel Colindres · Kendall Waston · Rafael Morales |                                | Gabriel Gómez · Pablo Salazar · Yendrick Ruiz · Alexander Larín · Víctor Núñez · Francisco Calvo · Ricardo Blanco · Óscar Esteban Granados · Andrey Francis |                            |                           |

| 3 de agosto de 2014 - 16:00 | Cartaginés            | 2:1 (0:1) | Alajuelense  | Estadio "Fello" Meza, Cartago |                            |
|                             | Vega 59' · Brenes 83' |           | 13' McDonald | Árbitro(s): Andrés Alpízar    | Árbitro(s): Andrés Alpízar |

### Final
Las final se disputó a un solo partido el día domingo 10 de agosto.
| 10 de agosto de 2014 - 11:00 | Cartaginés                                    | 3:2 (1:2) | Deportivo Saprissa            | Estadio Nacional, San José |                           |
|                              | Herrera 43' · Scott 54' (pen.) · Alvarado 85' |           | 11' Rodríguez · 19' Ramírez · | Árbitro(s): Pedro Navarro  | Árbitro(s): Pedro Navarro |

### Detalles del juego
| 18    | POR   | Wardy Alfaro        |     |
| 2     | DEF   | Juan Diego Madrigal |     |
| 6     | DEF   | Andrés Sanabria     |     |
| 13    | DEF   | Jameson Scott       |     |
| 26    | DEF   | Kevin Vega          |     |
| 30    | MED   | Néstor Monge        | 54' |
| 20    | MED   | Randall Alvarado    |     |
| 31    | MED   | Johan Condega       | 76' |
| 16    | MED   | Carlos Hernández    | 89' |
| 9     | DEL   | Pablo Herrera       |     |
| 23    | DEL   | Andrés Lezcano      |     |
| D. T. | D. T. | Mauricio Wright     |     |

| 18    | POR   | Kevin Briceño       |     |
| 5     | DEF   | Rafael Morales      |     |
| 2     | DEF   | Jordan Smith        |     |
| 19    | DEF   | Keylor Soto         |     |
| 29    | DEF   | Michael Barquero    |     |
| 20    | MED   | David Guzmán        |     |
| 23    | MED   | Juan Bustos Golobio | 50' |
| 21    | MED   | Diego Estrada       | 86' |
| 9     | MED   | Hanzell Arauz       |     |
| 7     | DEL   | David Ramírez       |     |
| 14    | DEL   | Ariel Rodríguez     | 74' |
| D. T. | D. T. | Ronald González     |     |

| 8  | Defensa        | Danny Fonseca | 54' |
|    | Centrocampista | Paolo Jiménez | 76' |
| 44 | Centrocampista | José Leiva    | 89' |

| 25 | Centrocampista | Manfred Russell  | 50' |
| 15 | Delantero      | Deyver Vega      | 74' |
| 26 | Delantero      | Daniel Colindres | 86' |

| 43' · 53' · 85' | Pablo Herrera Jameson Scott Randall Alvarado | 1:2 2:2 3:2 |

| 12' · 19' | Ariel Rodríguez David Ramírez | 0:1 0:2 |

| 39' · 56' | Luis Torres Andrés Sanabria |

| Principal  | Pedro Navarro    |
| Asistentes | Juan Carlos Mora |
|            | Kimberly Moreira |
| Cuarto     | Andrés Alpízar   |

| 18    | POR   | Wardy Alfaro        |     |
| 2     | DEF   | Juan Diego Madrigal |     |
| 6     | DEF   | Andrés Sanabria     |     |
| 13    | DEF   | Jameson Scott       |     |
| 26    | DEF   | Kevin Vega          |     |
| 30    | MED   | Néstor Monge        | 54' |
| 20    | MED   | Randall Alvarado    |     |
| 31    | MED   | Johan Condega       | 76' |
| 16    | MED   | Carlos Hernández    | 89' |
| 9     | DEL   | Pablo Herrera       |     |
| 23    | DEL   | Andrés Lezcano      |     |
| D. T. | D. T. | Mauricio Wright     |     |

| 18    | POR   | Kevin Briceño       |     |
| 5     | DEF   | Rafael Morales      |     |
| 2     | DEF   | Jordan Smith        |     |
| 19    | DEF   | Keylor Soto         |     |
| 29    | DEF   | Michael Barquero    |     |
| 20    | MED   | David Guzmán        |     |
| 23    | MED   | Juan Bustos Golobio | 50' |
| 21    | MED   | Diego Estrada       | 86' |
| 9     | MED   | Hanzell Arauz       |     |
| 7     | DEL   | David Ramírez       |     |
| 14    | DEL   | Ariel Rodríguez     | 74' |
| D. T. | D. T. | Ronald González     |     |

| 8  | Defensa        | Danny Fonseca | 54' |
|    | Centrocampista | Paolo Jiménez | 76' |
| 44 | Centrocampista | José Leiva    | 89' |

| 25 | Centrocampista | Manfred Russell  | 50' |
| 15 | Delantero      | Deyver Vega      | 74' |
| 26 | Delantero      | Daniel Colindres | 86' |

| 43' · 53' · 85' | Pablo Herrera Jameson Scott Randall Alvarado | 1:2 2:2 3:2 |

| 12' · 19' | Ariel Rodríguez David Ramírez | 0:1 0:2 |

| 39' · 56' | Luis Torres Andrés Sanabria |

| Principal  | Pedro Navarro    |
| Asistentes | Juan Carlos Mora |
|            | Kimberly Moreira |
| Cuarto     | Andrés Alpízar   |

| 18    | POR   | Wardy Alfaro        |     |
| 2     | DEF   | Juan Diego Madrigal |     |
| 6     | DEF   | Andrés Sanabria     |     |
| 13    | DEF   | Jameson Scott       |     |
| 26    | DEF   | Kevin Vega          |     |
| 30    | MED   | Néstor Monge        | 54' |
| 20    | MED   | Randall Alvarado    |     |
| 31    | MED   | Johan Condega       | 76' |
| 16    | MED   | Carlos Hernández    | 89' |
| 9     | DEL   | Pablo Herrera       |     |
| 23    | DEL   | Andrés Lezcano      |     |
| D. T. | D. T. | Mauricio Wright     |     |

| 18    | POR   | Kevin Briceño       |     |
| 5     | DEF   | Rafael Morales      |     |
| 2     | DEF   | Jordan Smith        |     |
| 19    | DEF   | Keylor Soto         |     |
| 29    | DEF   | Michael Barquero    |     |
| 20    | MED   | David Guzmán        |     |
| 23    | MED   | Juan Bustos Golobio | 50' |
| 21    | MED   | Diego Estrada       | 86' |
| 9     | MED   | Hanzell Arauz       |     |
| 7     | DEL   | David Ramírez       |     |
| 14    | DEL   | Ariel Rodríguez     | 74' |
| D. T. | D. T. | Ronald González     |     |

| 8  | Defensa        | Danny Fonseca | 54' |
|    | Centrocampista | Paolo Jiménez | 76' |
| 44 | Centrocampista | José Leiva    | 89' |

| 25 | Centrocampista | Manfred Russell  | 50' |
| 15 | Delantero      | Deyver Vega      | 74' |
| 26 | Delantero      | Daniel Colindres | 86' |

| 43' · 53' · 85' | Pablo Herrera Jameson Scott Randall Alvarado | 1:2 2:2 3:2 |

| 12' · 19' | Ariel Rodríguez David Ramírez | 0:1 0:2 |

| 39' · 56' | Luis Torres Andrés Sanabria |

| Principal  | Pedro Navarro    |
| Asistentes | Juan Carlos Mora |
|            | Kimberly Moreira |
| Cuarto     | Andrés Alpízar   |

| 18    | POR   | Wardy Alfaro        |     |
| 2     | DEF   | Juan Diego Madrigal |     |
| 6     | DEF   | Andrés Sanabria     |     |
| 13    | DEF   | Jameson Scott       |     |
| 26    | DEF   | Kevin Vega          |     |
| 30    | MED   | Néstor Monge        | 54' |
| 20    | MED   | Randall Alvarado    |     |
| 31    | MED   | Johan Condega       | 76' |
| 16    | MED   | Carlos Hernández    | 89' |
| 9     | DEL   | Pablo Herrera       |     |
| 23    | DEL   | Andrés Lezcano      |     |
| D. T. | D. T. | Mauricio Wright     |     |

| 18    | POR   | Kevin Briceño       |     |
| 5     | DEF   | Rafael Morales      |     |
| 2     | DEF   | Jordan Smith        |     |
| 19    | DEF   | Keylor Soto         |     |
| 29    | DEF   | Michael Barquero    |     |
| 20    | MED   | David Guzmán        |     |
| 23    | MED   | Juan Bustos Golobio | 50' |
| 21    | MED   | Diego Estrada       | 86' |
| 9     | MED   | Hanzell Arauz       |     |
| 7     | DEL   | David Ramírez       |     |
| 14    | DEL   | Ariel Rodríguez     | 74' |
| D. T. | D. T. | Ronald González     |     |

| 8  | Defensa        | Danny Fonseca | 54' |
|    | Centrocampista | Paolo Jiménez | 76' |
| 44 | Centrocampista | José Leiva    | 89' |

| 25 | Centrocampista | Manfred Russell  | 50' |
| 15 | Delantero      | Deyver Vega      | 74' |
| 26 | Delantero      | Daniel Colindres | 86' |

| 43' · 53' · 85' | Pablo Herrera Jameson Scott Randall Alvarado | 1:2 2:2 3:2 |

| 12' · 19' | Ariel Rodríguez David Ramírez | 0:1 0:2 |

| 39' · 56' | Luis Torres Andrés Sanabria |

| Principal  | Pedro Navarro    |
| Asistentes | Juan Carlos Mora |
|            | Kimberly Moreira |
| Cuarto     | Andrés Alpízar   |

|                       |
| Club Sport Cartaginés |
| 3° título             |

| Predecesor: Torneo de Copa 2013 | Torneo de Copa de Costa Rica 2014 | Sucesor: Torneo de Copa 2015 |